# Saturday Night Fever (album)
Pour les articles homonymes, voir Saturday Night Fever (homonymie).
Saturday Night Fever est la bande originale du film La Fièvre du samedi soir, composée en grande partie par les Bee Gees et sortie en novembre 1977.

## Historique
Enregistré au château d'Hérouville entre 1975 et 1977, l'album est sorti en novembre 1977. Il a reçu le Grammy Award de l'album de l'année en 1979. C'est l'un des plus vendus dans le monde avec plus de 40 millions d'exemplaires écoulés (dont 25 millions d'exemplaires avant le 1er mai 1979).

## Titres

### Édition vinyle originale
Face A :
1. Stayin' Alive interprété par les Bee Gees, produit par les Bee Gees, Albhy Galuten (en), Karl Richardson – 4:45
2. How Deep Is Your Love interprété par les Bee Gees, produit par les Bee Gees, Albhy Galuten (en), Karl Richardson – 4:05
3. Night Fever interprété par les Bee Gees, produit par les Bee Gees, Albhy Galuten (en), Karl Richardson – 3:33
4. More Than a Woman interprété par les Bee Gees, produit par les Bee Gees, Albhy Galuten (en), Karl Richardson – 3:17
5. If I Can't Have You interprété par Yvonne Elliman, produit par Freddie Perren – 2:57

Face B :
1. A Fifth of Beethoven interprété par Walter Murphy, produit by Thomas J. Valentino – 3:03
2. More Than a Woman interprété par Tavares, produit par Freddie Perren – 3:17
3. Manhattan Skyline interprété par David Shire, produit par David Shire & Bill Oakes – 4:44
4. Calypso Breakdown interprété par Ralph MacDonald – 7:50

Face C :
1. Night on Disco Mountain interprété par David Shire, produit par David Shire & Bill Oakes – 5:12
2. Open Sesame interprété et produit par Kool & the Gang – 4:01
3. Jive Talkin' interprété par les Bee Gees, produit par Arif Mardin – 3:43 (n'apparait pas dans le film)
4. You Should Be Dancing interprété par les Bee Gees, produit par les Bee Gees, Albhy Galuten (en), Karl Richardson – 4:14
5. Boogie Shoes interprété par KC and the Sunshine Band, produced by H. W. Casey, Richard Finch – 2:17

Face D :
1. Salsation interprété par David Shire, produit par David Shire & Bill Oakes – 3:50
2. K-Jee interprété par MFSB, produit par Bobby Martin & Broadway Eddie – 4:13
3. Disco Inferno interprété par The Trammps, produit par Ron Kersey – 10:51

### CD
| 1.  | Stayin' Alive           | Bee Gees                 | 4:44 |
| 2.  | How Deep is Your Love   | Bee Gees                 | 4:01 |
| 3.  | Night Fever             | Bee Gees                 | 3:30 |
| 4.  | More Than a Woman       | Bee Gees                 | 3:13 |
| 5.  | If I Can't Have You     | Yvonne Elliman           | 2:59 |
| 6.  | A Fifth Of Beethoven    | Walter Murphy            | 3:01 |
| 7.  | More Than a Woman       | Tavares                  | 3:16 |
| 8.  | Manhattan Skyline       | David Shire              | 4:44 |
| 9.  | Calypso Breakdown       | Ralph McDonald           | 7:49 |
| 10. | Night On Disco Mountain | David Shire              | 5:12 |
| 11. | Open Sesame             | Kool & The Gang          | 4:01 |
| 12. | Jive Talking            | Bee Gees                 | 3:44 |
| 13. | You Should Be Dancing   | Bee Gees                 | 4:14 |
| 14. | Boogie Shoes            | KC and the Sunshine Band | 2:09 |
| 15. | Salsation               | David Shire              | 3:50 |
| 16. | K-Jee                   | M.S.F.B.                 | 4:13 |
| 17. | Disco Inferno           | The Trammps              | 6:29 |

## Musiques additionnelles
Outre les titres présents, sur l'album, on entend aussi durant le film les morceaux suivants :
- Barracuda Hangout de David Shire
- Dr Disco de Rick Dees
- Disco Duck de Rick Dees

Chansons enregistrées pour le film mais non utilisées :
- Emotion de Samantha Sang
- Emotion, version chantée par les Bee Gees
- If I Can't Have You des Bee Gees (utilisé en tant que face B du single Stayin' Alive)
- (Our Love) Don't Throw It All Away des Bee Gees
- Warm Ride des Bee Gees

## Personnel
- Barry Gibb – chant, chœurs, guitare rythmique sur (1–4, 12, 13)
- Robin Gibb – chant (2), chœurs (1–4, 12, 13)
- Maurice Gibb – basse, chœurs (tracks 1–4, 12, 13)
- Alan Kendall – guitare électrique (1–4, 12, 13)
- Blue Weaver – claviers, piano, synthés (1–4, 12, 13)
- Dennis Bryon – batterie, percussion (1–4, 12, 13)
- Joe Lala – percussions (1–4)
- Freddie Perren – claviers, synthés, percussions (5)
- Bob Bowles – guitare (5, 7)
- Sonny Burke – piano (5, 7, 8); claviers (15)
- Paulinho da Costa – percussions (5, 7)
- James Gadson – batterie (5, 7, 8)
- Scott Edwards – basse (5, 10, 15)
- Bob Zimmitti – percussions (5, 7, 15)
- Mike Caruso – guitare (6)
- Mitch Hoder – guitare (8)
- Abraham Laboriel – basse (8)
- Steve Forman – percussions (8, 10, 15)
- Michael Boddicker – synthés (8, 10)
- Lee Ritenour – guitare (8, 10, 15)
- Emil Richards – percussions (10)
- Dennis Budimir – guitare (10)
- Mike Baird – batterie (10)
- Ralph Grierson – claviers (10)
- Stephen Stills – percussions (13)
- Eddie Cano – piano (15)
- Jerome Richardson – flûte (15)
- Tony Terran – trompette (15)
- Mark Stevens – batterie (15)
- Chino Valdez – congas (15)